# Шеффілдський трамвай
53°22′58″ пн. ш. 1°27′37″ зх. д. / 53.3828° пн. ш. 1.4604° зх. д.
Шеффілдський трамвай (англ. Sheffield Supertram) — мережа трамваїв і трамвай-поїздів, що охоплює Шеффілд і Ротергем у Південному Йоркширі, Англія. 
Інфраструктура належить Управлінню пасажирського транспорту Південного Йоркшира (SYPTE), а Stagecoach відповідає за експлуатацію та технічне обслуговування рухомого складу в концесії до 2024 року під торговою маркою «Stagecoach Supertram».
На початок 2020-х мережа Supertram складається з 50 станцій на чотирьох лініях із кольоровим кодуванням, синя, фіолетова, жовта і трамвай-поїзд (чорних) маршрутів, що має пересадку на місцеві та національні автобусні та залізничні служби, а також має шість паркувальних майданчиків. 

## Історія

### 1873–1960
У 1873 році були запущені перші кінні трамваї. 
Електричні трамваї в Шеффілді почали використовувати в 1899 році. 
До 1902 року електричні трамваї повністю замінили кінні трамваї.
У наступні роки трамвайна мережа була розширена і в 1910 році мережа мала 63 км маршрутів. 
В 1951 році трамвайна мережа досягла максимальної протяжності – 77 км маршрутів. 
З 1950-х років почалася поступова ліквідація трамвайної мережі та заміна її автобусами. 
В 1960 році трамваї були остаточно ліквідовані.

### Sheffield Supertram
У 1985 році було прийнято рішення про будівництво міської залізниці. 
Мережа вартістю 240 мільйонів фунтів стерлінгів була побудована Управлінням пасажирського транспорту Південного Йоркшира (SYPTE). 
Відкриття системи відбулося 21 березня 1994 року. 
До 1995 року були запущені всі дистанції діючої мережі. 
Трамвайна мережа складається з трьох ліній, які курсують на маршрутах протяжністю 29 км.
Ширина колії 1435 мм, напруга мережі 750 В постійного струму. 
У місті є одне трамвайне депо.

## Рухомий склад
| Серія                        | Фото | Тип           | Макс. швидкість, км/год | Довжина, м | Місць       | Місць   | Місць | Кількість вагонів | № вагонів | Роки                       |  |
| Серія                        | Фото | Тип           | Макс. швидкість, км/год | Довжина, м | для сидіння | стоячих | разом | Кількість вагонів | № вагонів | Роки                       |  |
| ---------------------------- | ---- | ------------- | ----------------------- | ---------- | ----------- | ------- | ----- | ----------------- | --------- | -------------------------- |  |
| Siemens-Duewag Supertram     |      | трамвай       | 80                      | 34.8       | 86          | 115     | 201   | 25                | 101-125   | 1992, 1994–сьогодення      |  |
| Stadler Citylink (Class 399) |      | трамвай-поїзд | 100                     | 37.2       | 96          | 150     | 246   | 7                 | 201-207   | 2014-2015, 2017–сьогодення |  |
| Всього                       |      |               |                         |            |             |         |       | 32                | —         |                            |  |